# Андреа Бассі
Андреа Бассі (італ. Andrea Bassi, 29 лютого 1932, Флоренція — 4 лютого 1995, Аккуапенденте) — італійський футбольний тренер..

## Кар'єра тренера
Народився в бідній сім'ї у Флоренції (його батько був античним дилером) і виріс в районі Сан-Нікколо, згодом працював у секторі антикваріату в Сан-Фредіано. 
Після закінчення своєї кар'єри футболіста (він був півзахисником аматорської команди «Сінья» в Промоціоне), він став тренером молодіжної академії «Фіорентини», а також очолив молодіжну команду. На початку 1968 року, після звільнення Джузеппе К'яппелли, Бассі у парі з Луїджі Ферреро очолив першу команду. Ця пара залишилася на посаді до кінця сезону Серії А, посівши високе 4 місце. Після цього Бассі очолив дублюючу команду.
1970 року Андреа Бассі став головним тренером «Брешії» з Серії В, яку тренував у сезоні 1970/71 і частині сезону 1971/72. В подальшому працював з клубами Серії С «Ліворно», «Гроссето» та «Беневенто». Єдиною командою другого дивізіону стало «Ареццо», яке Бассі очолював у сезоні 1973/74.
У 1980-х роках очолював молодіжний сектор «Гроссето».
4 лютого 1995 року покінчив життя самогубством віці 62 років у місті Аккуапенденте.